# Conolophus marthae
Ne doit pas être confondu avec Cyclura rileyi nuchalis, l'iguane rose des îles Exumas, aux Bahamas.
Espèce
Statut de conservation UICN

CRB1ab(iii,v)+2ab(iii,v); C2a(ii) : 
En danger critique
Statut CITES
Conolophus marthae, l’Iguane terrestre rose des Galápagos, est une espèce de sauriens de la famille des Iguanidae, endémique des îles Galápagos.

## Découverte
Cette espèce a été signalée en octobre 1986 par des gardiens du Parc national des Galápagos, mais, d’abord assimilée à une variante de l’Iguane terrestre ordinaire des Galápagos Conolophus subcristatus jusqu'en 2008, elle n’a été décrite comme nouvelle espèce qu’en 2009 à la suite d’analyses génétiques. Celles-ci ont montré que cette espèce est génétiquement différente et distincte de l’autre espèce d’iguane terrestre de cette île. Les analyses suggèrent que cette espèce a divergé de ses ancêtres il y a environ 1,5 million d’années,.
En comparaison, les deux autres espèces d’iguanes terrestres des Galapagos ont divergé à une époque beaucoup plus récente, soit il y a environ 290 000 ans.

## Étymologie
Cette espèce a été dédiée à la mémoire de Martha-Rebecca Gentile, enfant née et morte en 2003, fille du déscripteur de l’espèce, le chercheur italien Gabriele Gentile.

## Description
Le mâle a une dimension tête-tronc d’environ 57,5 cm et un poids de 8 kg.
La femelle a une dimension tête-tronc d’environ 49 cm et un poids inférieur à 6 kg.
Le Conolophus marthae  se distingue des autres Conolophus par la tête rosâtre, le corps et les pattes rose et noir, la queue gris sombre et un nombre variable de rayures noires dorso-latérales sur la partie postérieure du corps. Il a des rayures moins évidentes sur la partie ventrale. Les mâles ont une crête nucale adipeuse, distincte des autres iguanes terrestres. Cette espèce se caractérise aussi par son hochement de tête régulier.

## Habitat
| \| Volcan Wolf \| Flancs du volcan Wolf, domaine de l'Iguane rose des Galapagos. Localisation. |
| Volcan Wolf                                                                                    |

L'unique population connue vit sur les flancs nord et ouest du volcan Wolf, dans le Nord de l'île Isabela, sur une zone restreinte d’environ 25 km2. Elle partage ce territoire avec le Conolophus subcristatus. Durant la saison des pluies elle vit au cœur de la végétation arbustive près du sommet, à l’extérieur du cratère. En saison sèche elle descend en forêt tropicale sèche, au pied du volcan, vers 600 m d’altitude.

## Alimentation
Comme le Conolophus subcristatus dont il partage l’habitat, l'iguane rose mange probablement la même végétation, notamment les raquettes, les fruits et les fleurs du cactus Opuntia. Les nouveau-nés et les jeunes semblent être plutôt insectivores.

## Reproduction
On sait très peu de choses sur la reproduction de Conolophus marthae. Il a été observé que les mâles ont un mode particulier de hochement de tête pour attirer les partenaires. Ils bougent la tête de haut en bas trois fois de suite en quelques secondes. Il s'agit d'un mouvement beaucoup plus rapide que chez les autres iguanes terrestres. 
Aucun animal de moins de quatre ans n'a été rencontré dans cette population. Une femelle a été trouvée avec 4 à 7 œufs dans ses follicules, ce qui est un nombre très inférieur à celui rapporté pour le Conolophus subcristatus, qui produit jusqu'à 25 œufs.

## Longévité
On suppose que ces iguanes ont une durée de vie comparable à celle de l’iguane terrestre des Galapagos, qui peut dépasser les 60 ans dans son milieu naturel.

## Menaces
Les espèces introduites telles que les chats retournés à l’état sauvage et les rats noirs sont les prédateurs les plus probables, expliquant l’absence de petits nouvellement éclos et de juvéniles durant les campagnes d’investigation de l’espèce. Par ailleurs la buse des Galapagos est une prédatrice des jeunes comme des adultes. À cela s’ajoute la menace permanente du volcan Wolf qui manifeste périodiquement son activité.
Pour toutes ces raisons, y compris l’aire réduite et le nombre restreint d’individus (probablement moins de 200), l’espèce est considérée en danger critique d'extinction par l’IUCN.
L’administration du Parc national des Galápagos  poursuit un programme de gestion des espèces introduites nuisibles, comme l’éradication des chats « harets », mais sur un territoire aussi vaste que l’île Isabela, il est peu probable que ce programme soit complètement efficace.

## Publication originale
- Gentile & Snell, (en) « Conolophus marthae sp.nov. (Squamata, Iguanidae), a new species of land iguana from the Galápagos archipelago » in : Zootaxa no 2201, 2009, p. 1-10, texte intégral).